# Vail (Colorado)
Pour les articles homonymes, voir Vail.
Vail (prononcé /veɪl/) est une station de sports d'hiver américaine située dans le comté d'Eagle dans le Colorado, jumelée avec Beaver Creek dans le cadre de l'organisation d'épreuves de coupe du monde de ski alpin. Les championnats du monde 1999 s'y sont disputés. Vail et Beaver Creek accueillent à nouveau les championnats du monde de ski alpin en 2015.
Vail possède un aéroport, code AITA : EGE.

## Démographie
| 1970 | 1980  | 1990  | 2000  | 2010  | - |
| ---- | ----- | ----- | ----- | ----- | - |
| 484  | 2 261 | 3 659 | 4 531 | 5 305 | - |

Selon le recensement de 2010, Vail compte 5 305 habitants. La municipalité s'étend sur 4,69 milles carrés (12,15 km2).

## Histoire

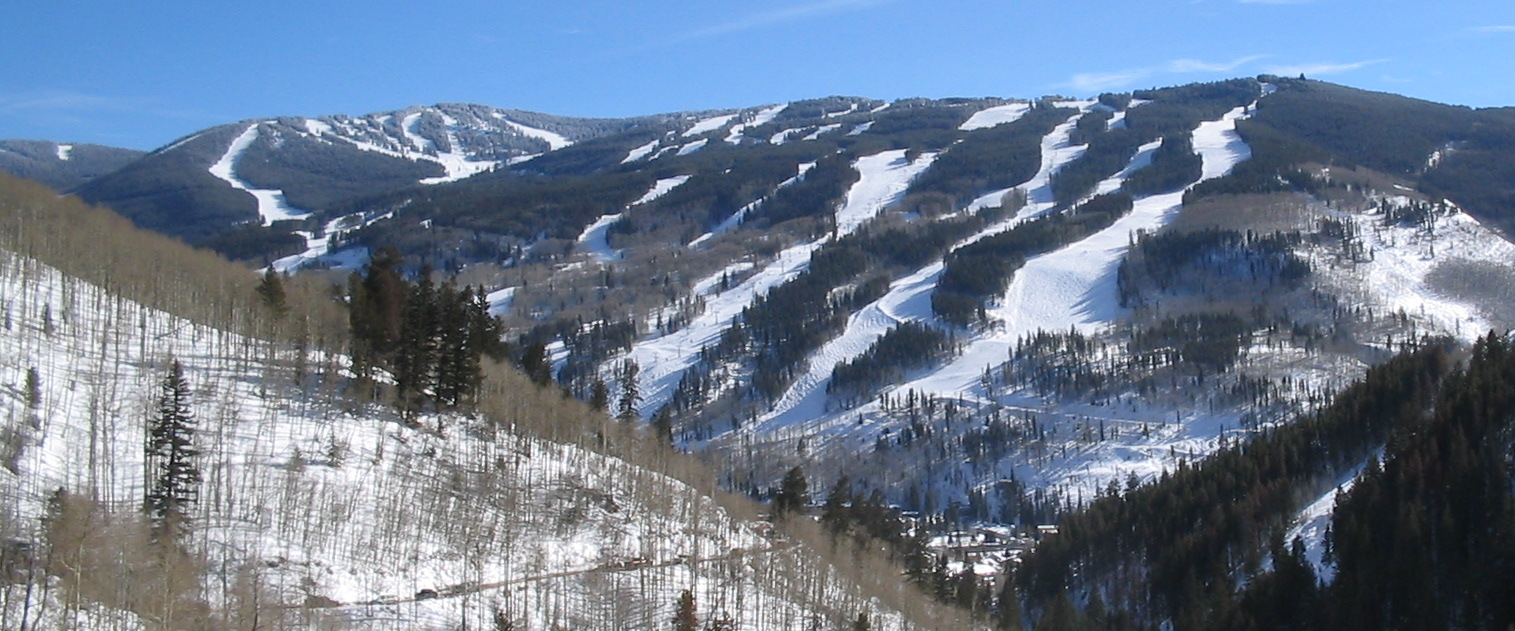
Une partie du domaine skiable de Vail

Vail a été le terrain de chasse et la résidence d'été des Indiens Ute avant l'arrivée des colons au milieu du XIXe siècle. L'Irlandais George Gore, connu en tant que Lord Gore et le pionnier américain Jim Bridger ont été parmi les premiers explorateurs à s'aventurer dans cette région montagneuse. De 1854 à 1856, ils ont passé les étés à chasser et explorer les crêtes nord-est de ce qui est maintenant connu comme Vail.
Dans les années 1870, le « Range Gore » attirait les chercheurs assoiffés de fortune du fait que les nouvelles se répandaient au sujet de ses collines qui contenaient à la fois de l'or et de l'argent. Les mines ont été percées et des voies ferrées destinées au transport des métaux précieux ont été posées.